# Tarragona (provins)
Tarragona är en av de 50 provinserna i Spanien. Provinsen finns i östra Spanien, i den södra delen av den autonoma regionen Katalonien. Tarragona gränsar till fem provinser; i söder till Castellon, i väster till Teruel, i nordväst till Zaragoza, i norr till Lleida och i nordöst till Barcelona samt i öster till Medelhavet. Provinsen har en yta av 6 303 km² och den totala folkmängden uppgår till 810 178 (2013-01-01), varav cirka 20% bor i huvudstaden Tarragona. Provinsen består av 183 «municipis» fördelat på 10 «comarques».
I provinsen finns det katolska katedraler i Tarragona och Tortosa.

## Comarques
- Alt Camp
- Baix Camp
- Baix Ebre
- Baix Penedès
- Conca de Barberà
- Ribera d'Ebre
- Montsià
- Priorat
- Tarragonès
- Terra Alta

## Viktigaste städer
- Amposta
- Calafell
- Cambrils
- Reus
- Salou
- San Carlos de la Rápita/Sant Carles de la Ràpita
- Tarragona
- Tortosa
- Valls
- Vendrell
- Vilaseca(spanska)/Vila-seca(katalanska)